# Utlandssvenskarna
Utlandssvenskarna var en svensk tidskrift som gavs ut under åren 1939-1984 av Utlandssvenskarnas förening.

## Källa
- Utlandssvenskarna. Stockholm: Utlandssvenskarnas förening. 1939-1984. Libris 3679928